# Indexfall
Indexfallet eller det primära fallet är den initiala patienten i en epidemiologisk undersökning, eller mer generellt, det första fallet av ett tillstånd eller syndrom (inte nödvändigtvis smittosamt) som beskrivs i den medicinska litteraturen, oavsett om patienten tros vara den första person som påverkats av syndromet eller tillståndet. Indexfallet är ibland känt som ett "klassiskt" fall i litteraturen, exempelvis Phineas Gage.
Vissa djursjukdomar är anmälningspliktiga för veterinärer, och då är det  indexfallet i en djurbesättning som måste anmälas, det vill säga det första konstaterade fallet i populationen.